# NB-15
NB-15 bio je naoružani brod u sastavu mornarice NOVJ. Izvorno je bio njemački desantno-jurišni čamac kojeg su u ožujku/travnju 1944. potopili saveznički zrakoplovi. Dne 11. kolovoza partizani izvlače brod s namjerom da ga stave u svoju službu.
Zbog čestih kvarova i nedostatka rezervnih dijelova, partizani prvu probnu vožnju, nakon preuzimanja, obavljaju tek 7. ožujka 1945.
Nakon rata je korišten za obuku mornaričkog pješaštva. Povučen je 1949.